# Josef Kopta

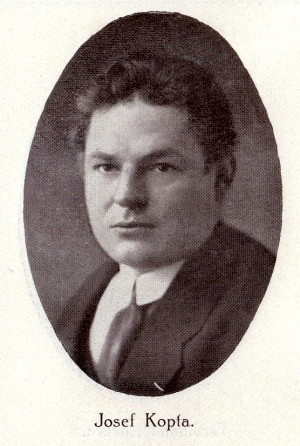
Josef Kopta, vor 1923

Josef Kopta (* 16. Juni 1894 in Libochovice; † 3. April 1962 in Prag) war ein tschechischer Schriftsteller und Journalist.

## Leben
Kopta arbeitete als Bankangestellter. Im Ersten Weltkrieg trat er in die Tschechoslowakischen Legionen in Russland ein. Nach dem Krieg widmete er sich nur noch der literarischen Tätigkeit und dem Journalismus. Er arbeitete als Redakteur der Zeitung Nationale Befreiung (Národní osvobození) und des Volksblattes (Lidové noviny).
In der zweiten Hälfte der 1920er Jahre war Kopta Teilnehmer an den Treffen der informellen Stammtischgruppe Prager Intellektueller Pátečníci.

## Werk
Seine Bücher behandeln das Leben in den Legionen. Er versuchte zwar immer objektiv zu sein, schlug sich aber auf die Seite der Legionäre. Er begann als Dichter, jedoch ohne Erfolg. In seinen Romanen legt er Schwerpunkt auf die psychologischen Aspekte seiner Helden, erfolgreicher waren seine Erzählungen.
Im Roman Die dritte Kompanie (Třetí rota) berichtet nicht nur über die Schicksale der Soldaten, sondern auch über die Situation in Russland nach 1914. In Aufseher Nr. 47 (Hlídač č. 47) schreibt er über einen Bahnwärter, der eine Zeit lang taub wird und diese Krankheit auch nach der Genesung weiter vortäuscht. Er erfährt so, was man über ihn denkt. In Dritte Kompanie zu Hause (Třetí rota doma) handelt von den Schicksalen heimgekehrter Soldaten und dem Zusammentreffen von deren Idealen und der Wirklichkeit.

### Poesie
- Cestou k osvobození, 1919
- Nejvěrnější hlas

### Romane und Erzählungen
- Třetí rota, 1924
- Hlídač č. 47, 1926 (1951 als Aufgelesen verfilmt)
- Třetí rota na magistrále, 1927
- Cesta do Moskvy, 1928
- Legionářské povídky, 1. Teil 1928, 2. Teil 1936
- Jak vznikala Třetí rota, 1929
- Naše legie v Rusku, 1932
- Adolf čeká na smrt, 1933
- Třetí rota doma, 1934
- Modrá linie, 1935
- Modrý námořník 1936 bis 1937
- Hodiny a sen, 1941
- Blázen Kabrnos, 1945
- Láska v pěti podobách, 1946
- Česká kniha a my, 1947
- Kratochvilné děje z naší vlasti: Kraje české, 1952
- Jedináček Damian, 1957
- Kolibří povídky, 1963

### Trilogie
- Jediné východisko, 1930
- Červená hvězda, 1931
- Chléb a vína, 1936

### Komödie
- Nejkrásnější boty na světě

### Kinderbücher
- Antonín a kouzelník
- Chytrý Honza z Čech, 1957

### Erzählungen
- Od východu, 1922
- Úsměv nad hrobem: Čtení o milém Japonsku, 1922
- Koráb na skále, 1923
- Očima legionáře, 1923
- Štefánik, 1923
- Pět hříšníků U velryby, 1925
- Revoluce, 1925
- Nejkrásnější boty na světě, 1926
- Obrazy k občanské nauce a výchově, 1926
- Papoušek slečny z Gottliebenů a jiné prózy, 1926
- Hry s lidmi i věcmi, 1927
- Jejich lidská tvář, 1927
- Marta, Marie, Helena, 1928
- Nejvěrnější hlas, 1928
- Píseň o ledoborci, 1928
- Jen na chvíli, 1929
- Eliška a dva, 1930
- Člověk v horách, 1931
- Nedělní okno, 1931
- V té jedné červené a v druhé bílé, 1933
- Několik příběhů ze života blázna Padrnose, 1934
- Modrá linie, 1935
- Zajíc v čepici, 1935
- Ze slavných dob, 1936
- Přívoz pod ořechy, 1938
- Ještě jednou v mladosti mé kraje, 1939–40
- Poštovní holub číslo 17, 1939
- Smějte se s bláznem, 1939
- Ptáčník Ané, 1940
- Dies irae, 1945
- Zahrada lásky, 1948
- Rozmarná duha, 1954
- Větrný mlýn, 1955
- Starodávné cesty do světa, 1964

## Biographie
- B. Balajka: Přehledné dějiny literatury II., Prag 1993
- Čeští spisovatelé 20. století, Prag 1985
- Lexikon české literatury K-L, Academia, Prag 1993
- Slovník českých spisovatelů, Libri, Prag 2000

siehe auch Liste tschechischer Schriftsteller